# Граф, Иван
Иван Граф (хорв. Ivan Graf; род. 17 июня 1987, Загреб) — хорватский футболист, защитник клуба «Опатия».

## Биография
Воспитанник загребской команды «Кустошия», где его тренером был Томислав Боларич, и загребского «Динамо». В 2008 году выступал за любительскую команду «Загреб АМА», в Кубке регионов УЕФА. С 2007 по 2009 год выступал за клуб «Врапче» из Загреба в Третьей лиге Хорватии. За клуб всего он сыграл 56 матчей и забил 21 мяч.
Летом 2009 года попал в словенский клуб «Приморье». В сезоне 2009/10 клуб стал победителем Второй лиги Словении и вышел в Первую лигу. Граф стал одним из основных игроков «Приморья», сыграв 23 матча и забив 4 гола. В следующем сезоне провёл 16 матчей в чемпионате Словении. Граф покинул команду из-за финансовых проблем в клубе, также у него истёк контракт с клубом. После этого, к нему стали проявлять интерес такие клубы как: «Домжале», «Славен Белупо» и «Шибеник».
В конце января 2011 года прибыл на просмотр в симферопольскую «Таврию». В команде дебютировал 20 января 2011 года в товарищеском матче против казахстанского «Шахтёра» (2:1). 1 марта того же года он подписал контракт с «Таврией» схеме «1+1», Граф взял себе 7 номер. В Премьер-лиге Украины дебютировал 2 апреля 2011 года в домашнем матче против луганской «Зари» (0:0). Всего в сезоне 2010/11 Граф провёл в чемпионате 8 матчей, в которых он получил 3 жёлтых карточки. Также он сыграл в 1 игре молодёжного первенства Украины.
В сезоне 2011/12 он выступал в основном в молодёжном чемпионате, где провёл 11 матчей и забил 1 мяч. В чемпионате Украины он провёл всего 1 матч. После того, как Дмитрий Селюк стал вице-президентом «Таврии», с Графом 1 ноября 2011 года был досрочно расторгнут контракт по взаимному согласию сторон и он покинул клуб вместе с группой других футболистов на правах свободного агента.
В январе 2012 года перешёл в загребский клуб «Лучко», который выступает в чемпионате Хорватии.

## Достижения
«Приморье»
- Победитель Второй лиги Словении: 2009/10

«Кайсар»
- Обладатель Кубка Казахстана: 2019